# Жуберт Араужо Мартінс
Жуберт Араужо Мартінс (порт. Joubert Araújo Martins; нар. 7 січня 1975, Куяба), більш відомий як Бето (порт. Beto) — колишній бразильський футболіст, що грав на позиції півзахисника.
Виступав за всі чотири провідних клубу штату Ріо-де-Жанейро та низку інших бразильських команд, а також італійське «Наполі» та японські «Консадолє Саппоро» і «Санфречче Хіросіма». У складі національної збірної Бразилії — володар Кубка Америки.

## Клубна кар'єра
Народився 7 січня 1975 року в місті Куяба в сім'ї Жозе Карлоса Мартіна і Себастьяни Елоїзи. Вихованець клубу «Дом Боско» з рідного міста Куяба, куди він прийшов у 1986 році. У 1993 році Бето перейшов в «Ботафогу», представники якого помітили футболіста під час матчу юнацьких складів цих клубів. Причому за трансфер гравця «Ботафогу» заплатив «Дому Боско», передавши йому 50 пар бутс. У 1995 році Бето він допоміг своєму клубу виграти чемпіонат Бразилії. Всього за три сезони взяв участь у 45 матчах Серії А.
Влітку 1996 року Бето перейшов у італійський «Наполі», який заплатив за трансфер бразильця 3,5 млн євро, або 5,5 млрд лір. У неаполітанській команді футболіст був змушений змінити позицію на полі і став грати відтягнутого півзахисника". 29 вересня Бето забив перший м'яч за клуб, вразивши ворота «Сампдорії»; цей м'яч приніс його клубу перемогу 1:0. 18 листопада він забив свій другий гол в Італії, вразивши ворота «Перуджі». 12 січня у матчі з «Інтернаціонале» Бето був вилучений з поля. Але рівно через місяць, в матчі з тим же клубом в Кубку Італії Бето забив гол, який зрівняв рахунок у матчі; у результаті зустріч завершилася внічию, а в серії післяматчевих пенальті перемогу відсвяткували неаполітанці. Всього за клуб у сезоні 1996/97 футболіст провів 22 матчі в серії А і забив 4 голи.
Провівши сезон в Італії, Бето повернувся на батьківщину, підписавши контракт з «Греміо». Таким чином футболіст хотів потрапити до складу збірної країни, яка готувалася до чемпіонату світу у Франції. Провівши там менше року, він перейшов в «Фламенго». 31 травня 1998 року Бето дебютував у складі клубу в матчі з «Баїєю», в якому його команда перемогла 2:0. 1 серпня він забив перший м'яч за «менго», вразивши ворота «Корітіби». У 1999 році Бето допоміг клубу виграти Кубок Гуанабара, Кубок Меркосур і чемпіонат штату Ріо-де-Жанейро, а на наступний рік завоювати Трофей Ріо.
У 2000 році Бето на правах оренди перейшов в «Сан-Паулу». Там він провів лише 6 місяців, але допоміг команді перемогти в чемпіонаті Сан-Паулу. Після цього півзахисник повернувся у «Фламенго» і виграв з клубом ще два чемпіонати Ріо, а також переміг у Кубку чемпіонів Бразилії. Всього за клуб футболіст провів 177 матчів і забив 32 м'ячі.
Влітку 2002 року Бето перейшов в «Флуміненсе», але там провів менше півроку і взимку перейшов в клуб другого японського дивізіону «Консадолє Саппоро», де провів також півроку, після чого знову поїхав на батьківщину, уклавши договір з клубом «Васко да Гама», за який вболівав з дитинства. Таким чином він став одним з небагатьох футболістів, які виступали за всі чотири провідних клубу штату Ріо-де-Жанейро. 16 липня 2003 року він дебютував у складі клубу в матчі з «Крузейро», в якому його команда була розгромлена з рахунком 1:4. 24 серпня того ж року він забив перший м'яч за клуб, вразивши ворота своєї колишньої команди, «Сан-Паулу»; зустріч завершилася перемогою «Васко» 3:2. Бето допоміг своєму клубу виграти два трофея Ріо, Кубок Гуанабара і чемпіонат Ріо.
Після «Васко», Бето знову поїхав в Японію, ставши гравцем клубу «Санфречче Хіросіма», де провів два сезони, зігравши в 55 матчах і забивши 3 голи. Залишити клуб його змусив інцидент з бійкою в ресторані, через який постраждалий від рук футболіста був госпіталізований на 5 днів, а сам Бето був заарештований, а «Санфречче» в односторонньому порядку розірвав з ним контракт.
У 2007 році Бето повернувся до Бразилії, де став гравцем «Ітумбіари», де провів півроку, після чого у серпні перейшов в «Бразильєнсе», за яке відіграв лише 7 зустрічей.
У 2008 році Бето перейшов удруге перейшов в «Васко да Гаму». Спочатку він використовувався як заміна Ромаріо, але після приходу на пост головного тренера Антоніо Лопеса зовсім перестав виходити на поле. Лише коли Лопеса змінив Тіта, Бето іноді став з'являтися на полі. У серпні Бето, без пояснення причин, пропустив тиждень тренувань. Після розмови з футболістом, рада директорів «Васко» вирішила розірвати контракт з півзахисником. Всього за роки в «Васко» Бето провів 30 матчів і забив 3 голи. Цікаво, що в матчах, в яких він брав участь, «Васко» найчастіше програвав — 12 разів, при 10 перемог і 8 нічиїх.
Після цього Бето недовго пограв у клубі «Міксто», а потім в «Конф'янсі», у складі якої футболіст виграв чемпіонат штату Сержипі.
В липні 2009 року Бето перейшов в клуб «Імбітуба». Він дебютував у команді в матчі із «Жоакабою», що завершився перемогою його команди 2:0. 30 липня Бето, за згодою з клубом, вирішив покинути «Імбітубу». Головний тренер команди, Жосели дос Сантос, сказав, що Бето покинув клуб через проблеми з дисципліною.
Після завершення кар'єри гравця, Бето став футбольним агентом.

## Виступи за збірну
1995 року у складі молодіжної збірної став переможцем чемпіонату Південної Америки серед молодіжних команд.
Того ж року дебютував в офіційних матчах у складі національної збірної Бразилії, взявши того року участь у розіграші Кубка Америки 1995 року в Уругваї, де разом з командою здобув «срібло». Наступного року був учасником Золотого кубка КОНКАКАФ 1996 року у США, де знову виграв «срібло».
Після невеликої перерви повернувся до збірної 1999 року, взявши влітку участь спочатку у Кубку Америки у Парагваї, здобувши того року титул континентального чемпіона, а наступного місяця зіграв і на Кубку конфедерацій у Мексиці, де разом з командою здобув «срібло», програвши у фіналі господарям турніру.
Всього протягом кар'єри у національній команді, яка тривала 5 років, провів у формі головної команди країни 13 матчів, забивши 2 голи.

## Статистика
| Чемпіонат | Чемпіонат            | Чемпіонат   | Ліга | Ліга                            | Кубок            | Кубок            | Кубок ліги      | Кубок ліги      | Всього | Всього |
| Сезон     | Клуб                 | Ліга        | Ігри | Голи                            | Ігри             | Голи             | Ігри            | Голи            | Ігри   | Голи   |
| Бразилія  | Бразилія             | Бразилія    | Ліга | Ліга                            | Кубок Бразилії   | Кубок Бразилії   | Кубок Ліги      | Кубок Ліги      | Всього | Всього |
| --------- | -------------------- | ----------- | ---- | ------------------------------- | ---------------- | ---------------- | --------------- | --------------- | ------ | ------ |
| 1994      | «Ботафогу»           | Серія А     | 22   | 0                               |                  |                  |                 |                 | 22     | 0      |
| 1995      | «Ботафогу»           | Серія А     | 23   | 0                               |                  |                  |                 |                 | 23     | 0      |
| 1996      | «Ботафогу»           | Серія А     | 0    | 0                               |                  |                  |                 |                 | 0      | 0      |
| Італія    | Італія               | Італія      | Ліга | Ліга                            | Кубок Італії     | Кубок Італії     | Кубок Ліги      | Кубок Ліги      | Всього | Всього |
| 1996/97   | «Наполі»             | Серія А     | 22   | 4                               |                  |                  |                 |                 | 22     | 4      |
| Бразилія  | Бразилія             | Бразилія    | Ліга | Ліга                            | Кубок Бразилії   | Кубок Бразилії   | Кубок Ліги      | Кубок Ліги      | Всього | Всього |
| 1997      | «Греміо»             | Серія А     | 14   | 3                               |                  |                  |                 |                 | 14     | 3      |
| 1998      | «Фламенго»           | Серія А     | 19   | 6                               |                  |                  |                 |                 | 19     | 6      |
| 1999      | «Фламенго»           | Серія А     | 16   | 1                               |                  |                  |                 |                 | 16     | 1      |
| 2000      | «Сан-Паулу»          | Серія А     | 18   | 3                               |                  |                  |                 |                 | 18     | 3      |
| 2001      | «Фламенго»           | Серія А     | 20   | 2                               |                  |                  |                 |                 | 20     | 2      |
| 2002      | «Флуміненсе»         | Серія А     | 15   | 3                               |                  |                  |                 |                 | 15     | 3      |
| Японія    | Японія               | Японія      | Ліга | Ліга                            | Кубок Імператора | Кубок Імператора | Кубок Джей-ліги | Кубок Джей-ліги | Всього | Всього |
| 2003      | «Консадолє Саппоро»  | Джей-ліга 2 | 7    | 1                               | 0                | 0                | -               | -               | 7      | 1      |
| Бразилія  | Бразилія             | Бразилія    | Ліга | Ліга                            | Кубок Бразилії   | Кубок Бразилії   | Кубок Ліги      | Кубок Ліги      | Всього | Всього |
| 2003      | «Васко да Гама»      | Серія А     | 17   | 2                               |                  |                  |                 |                 | 17     | 2      |
| 2004      | «Васко да Гама»      | Серія А     | 3    | 0                               |                  |                  |                 |                 | 3      | 0      |
| Японія    | Японія               | Японія      | Ліга | Ліга                            | Кубок Імператора | Кубок Імператора | Кубок Джей-ліги | Кубок Джей-ліги | Всього | Всього |
| 2004      | «Санфречче Хіросіма» | Джей-ліга   | 14   | 2                               | 1                | 0                | 1               | 0               | 16     | 2      |
| 2005      | «Санфречче Хіросіма» | Джей-ліга   | 28   | 1                               | 2                | 0                | 5               | 0               | 35     | 1      |
| 2006      | «Санфречче Хіросіма» | Джей-ліга   | 13   | 0                               | 0                | 0                | 6               | 0               | 19     | 0      |
| Бразилія  | Бразилія             | Бразилія    | Ліга | Ліга                            | Кубок Бразилії   | Кубок Бразилії   | Кубок Ліги      | Кубок Ліги      | Всього | Всього |
| 2007      | «Ітумбіара»          | Серія C     | 0    | 0                               |                  |                  |                 |                 | 0      | 0      |
| 2007      | «Бразильєнсе»        | Серія B     | 7    | 0                               |                  |                  |                 |                 | 7      | 0      |
| 2008      | «Васко да Гама»      | Серія А     | 4    | 0                               |                  |                  |                 |                 | 4      | 0      |
| Країна    | Бразилія             | Бразилія    | 178  | 20\|\|\|\|\|\|\|\|\|\|178\|\|20 |                  |                  |                 |                 |        |        |
| Країна    | Італія               | Італія      | 22   | 4\|\|\|\|\|\|\|\|\|\|22\|\|4    |                  |                  |                 |                 |        |        |
| Країна    | Японія               | Японія      | 62   | 4                               | 3                | 0                | 12              | 0               | 77     | 4      |
| Всього    | Всього               | Всього      | 262  | 28                              | 3                | 0                | 12              | 0               | 277    | 28     |

## Титули і досягнення
- Чемпіон Бразилії (1):

«Ботафогу»: 1995
- Переможець Чемпіонат штату Ріо-де-Жанейро (4):

«Фламенго»: 1999, 2001
«Флуміненсе»: 2002
«Васко да Гама»: 2003
- Переможець Чемпіон штату Сан-Паулу (1):

«Сан-Паулу»: 2000
- Володар Кубка Гуанабара (3):

«Фламенго»: 1999, 2001
«Васко да Гама»: 2003
- Володар Кубка Меркосур (1):

«Фламенго»: 1999
- Володар Трофею Ріо (3):

«Фламенго»: 2000
«Васко да Гама»: 2003, 2004
- Володар Кубку чемпіонів Бразилії (1):

«Фламенго»: 2001
- Чемпіон штату Сержипі (1):

«Конф'янса»: 2009
- Володар Кубка Америки (1):

Бразилія: 1999
- Срібний призер Кубка Америки: 1995
- Срібний призер Золотого кубка КОНКАКАФ: 1996
- Чемпіон Південної Америки (U-20): 1995

## Особисте життя
Бето одружений. Дружина — Марсела да Гама Фонсека. У пари троє дітей.
У січні 2003 року Лаудіер Монтейро де Франса звинуватив Бето, що той побив його.
Іменем Бето названо стадіон у його рідному місті Куяба.